# 老虎洞窑址
30°13′33″N 120°09′24″E / 30.2257°N 120.15655°E
老虎洞窑址是一座1996年发现的宋至元时代的古窑址。遗址位于杭州市凤凰山北麓，南距南宋皇城北城墙百米内，西南距郊坛下窑遗址2.5公里。

## 简介
1996年11月，杭州市文物考古所对遗址进行了一个月的考古，发现两座窑炉和作坊遗址。1998年和1999年先后进行了两次大规模的发掘，发掘面积2300平方米，发揭了该窑址的全部文化层。该遗址的发掘先后被评为1998年度全国十大考古新发现提名奖和2001年度全国十大考古新发现。